# Placidiopsis cinerascens
Placidiopsis cinerascens är en lavart som först beskrevs av William Nylander och fick sitt nu gällande namn av Othmar Breuss. 
Placidiopsis cinerascens ingår i släktet Placidiopsis och familjen Verrucariaceae.   Inga underarter finns listade i Catalogue of Life.